# Frullania dulimensis
Frullania dulimensis är en bladmossart som beskrevs av Uribe. Frullania dulimensis ingår i släktet frullanior, och familjen Frullaniaceae. Inga underarter finns listade i Catalogue of Life.